# Anonymous (collectif)
Pour les articles homonymes, voir Anonymous.
Anonymous (en français : les « Anonymes ») est un mouvement cyberactiviste, se manifestant notamment sur Internet. Le nom de ce collectif est considéré comme un mot fourre-tout désignant des membres de certaines communautés d'internautes agissant de manière anonyme dans un but particulier (généralement pour défendre la liberté d'expression). Ce titre tire probablement son origine du imageboard 4chan.

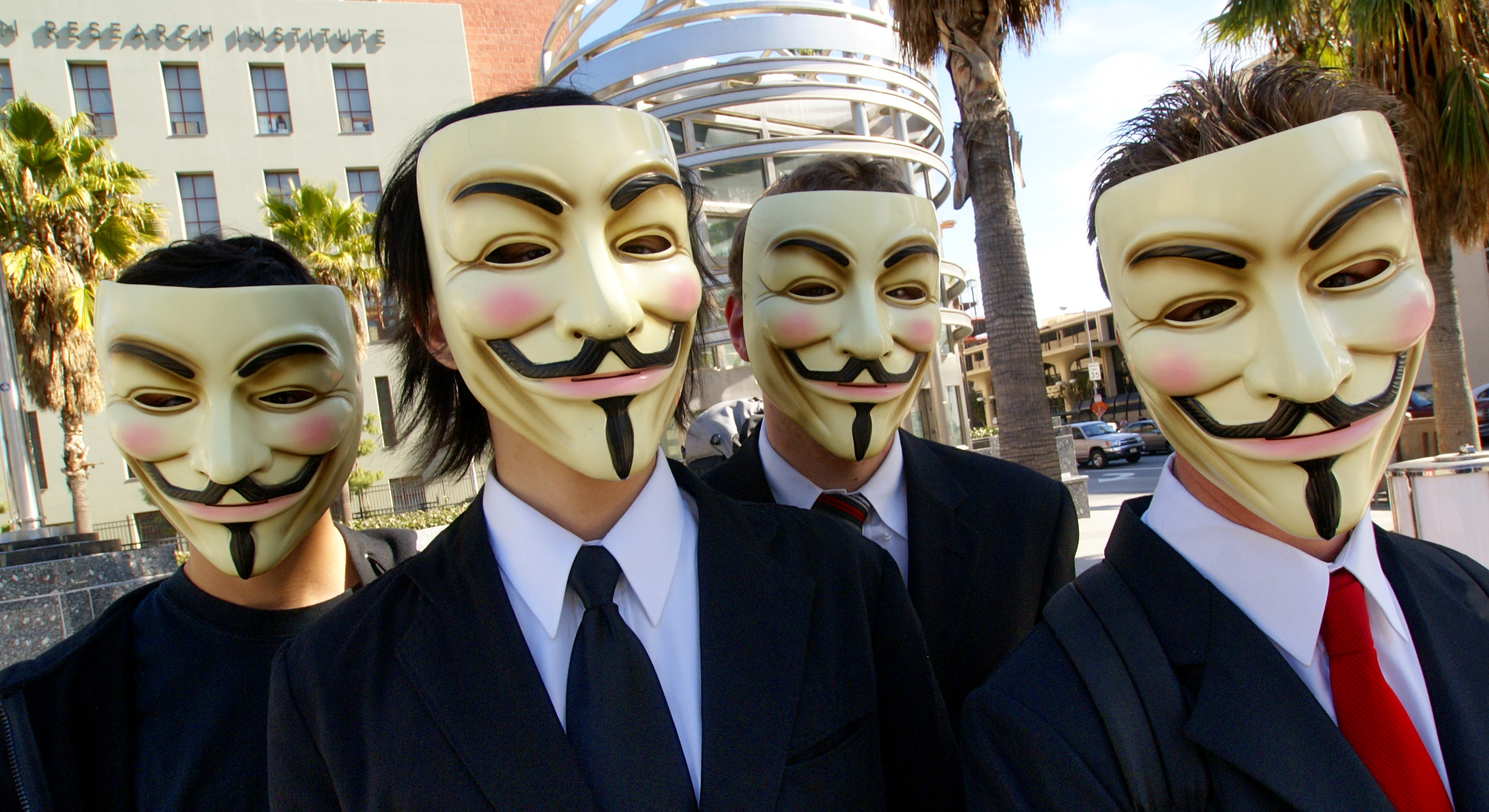
Individus apparaissant en tant quAnonymous et portant le masque de Guy Fawkes, porté par le personnage de V dans la bande dessinée V pour Vendetta et son adaptation au cinéma, à Los Angeles, en février 2008.

Les actions informatiques et physiques attribuées à Anonymous sont entreprises par des activistes non identifiés. Lors des manifestations physiques du collectif, les membres sont généralement masqués. Ils se présentent comme des défenseurs du droit à la liberté d'expression sur Internet et en dehors.
Bien que ce mème ne soit pas lié à une entité spécifique, plusieurs sites internet y sont fortement associés, notamment des systèmes de bulletins électroniques tels que 4chan et Futaba, leurs wikis respectifs, Encyclopedia Dramatica ainsi que certains forums.
Après une série de manifestations controversées hautement publiées et d'attaques informatiques par Anonymous en 2008, les incidents liés à ce groupe ont fortement augmenté. En considération de ces capacités, Anonymous a été présenté par la chaîne télévisée américaine CNN comme étant l'un des trois principaux successeurs de WikiLeaks.

## Histoire

### Naissance chez 4chan (2003-2007)
Le nom Anonymous est inspiré par l'anonymat d'utilisateurs postant des images et des commentaires sur Internet. L'utilisation du terme Anonymous, dans le sens d'identité partagée, a commencé sur les imageboards, où la mention « Anonymous » est attribuée aux visiteurs qui publient des commentaires sans identification. Certains utilisateurs de ces imageboards ont considéré, par plaisanterie, qu'Anonymous était une personne réelle.
Avec la popularité grandissante des imageboards, l'idée qu'Anonymous soit un collectif d'individus non-nommés est devenue un même Internet. Le 25 novembre 2006, plusieurs mentions de la communauté Anonymous sont faites dans le manifeste « Rules of the Internet », édité sur 4chan. La notoriété du nom a réellement débuté en 2008 avec le projet Chanology (une série d'attaques informatiques visant l'église de scientologie). Par la suite, le sens original d'Anonymous a été mal compris, notamment dans l'affaire Sony, où les grands médias ont pu en parler comme d'un groupe restreint de personnes bien identifiées et organisées, alors qu'il s'agit en fait d'un mème et que n'importe qui peut se revendiquer « Anonymous ».

### Projet Chanology (2008)
Anonymous a été pour la première fois associé au hacktivisme en 2008 via le projet Chanology : une série d'actions contre l'Église de la scientologie. Le 15 janvier 2008, le blog de ragot  Gawker poste une vidéo dans laquelle le célèbre acteur scientologiste Tom Cruise vante cette religion, l'Église leur envoie une ordonnance de cessation et d'abstention pour violation des droits d'auteur. Les utilisateurs de 4chan organisèrent en représailles des attaques groupées (canular téléphonique sur la hotline de l'église, envoi de fax frauduleux entièrement noirs destinés à user les cartouches d'encre et attaque DDoS contre leur site web).
Les attaques DDoS ont d'abord été menées par les programmes GigaLoader et JMeter avant d'être remplacées quelques jours plus tard par le Low Orbit Ion Canon (LOIC), une application de test de réseau permettant de surcharger un serveur avec des paquets TCP ou UDP. LOIC a très vite été assignée à l'arsenal des Anonymous. Cet événement conduira également à l'arrestation d'utilisateurs peu expérimentés n'ayant pas masqué leurs adresses IP, quelques opérateurs dans les canaux IRC d'Anonymous ayant menti involontairement ou non en disant que l'utilisation de LOIC n'encourait pas de risque légal.
Durant les attaques DDoS, un groupe d'utilisateurs a mis en ligne une vidéo sur Youtube avec une voix robotique parlant au nom des Anonymous. Celle-ci attaque et menace l'Église de la scientologie. Cette vidéo fera des centaines de milliers de vues en une dizaine de jours.
Le 10 février, des centaines de revendiquants Anonymous ont protesté partout dans le monde devant des installations de l'Église de la scientologie. Beaucoup de protestants ont porté le Masque de Guy Fawkes popularisé dans la bande-dessinée et le film V pour Vendetta, il est aujourd'hui devenu très symbolique des Anonymous.
Les manifestations contre l'Église continueront durant l'année, notamment lors de l'opération « Party Hard » le 15 mars ou opération « Reconnect » le 12 avril,,. Cependant, au milieu de l'année, les manifestations furent de moins en moins nombreuses et les organisateurs des canaux IRC ont commencé à s'éloigner du projet.

### Philosophie du mouvement
Anonymous représente largement le concept de chacun et tous comme un collectif sans nom. Les définitions ont tendance à mettre en avant le fait que le terme ne peut être facilement cerné. Il est souvent défini par des aphorismes décrivant des qualités perçues.

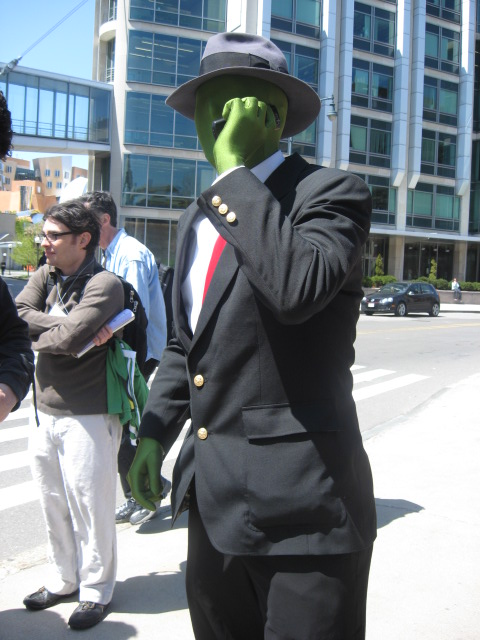
Cosplay dAnonymous, photographié au ROFLcon du 26 avril 2008.

Selon Chris Lander, du Baltimore City Paper datant du 2 avril 2008, « Anonymous est la première superconscience construite à l'aide d'Internet. Anonymous est un groupe semblable à une volée d'oiseaux. Comment savez-vous que c'est un groupe ? Parce qu'ils voyagent dans la même direction. À tout moment, des oiseaux peuvent rejoindre ou quitter le groupe, ou aller dans une direction totalement contraire à ce dernier »,.
Ayant participé à certains aspects du printemps arabe et au lancement du mouvement Occupy Wall Street, Anonymous rejoint certaines revendications de ces derniers,.
En 2016, Anonymous met en place CyberGuerilla, un réseau IRC (réseau de discussion relayée par Internet) uniquement accessible par Tor. Le réseau « CyberGuerilla Onion IRC » permet de préserver l'anonymat de ses utilisateurs et sert de plaque tournante pour organiser les opérations et actions du collectif ou les projets de tout groupe souhaitant créer une communauté forte et concernée par la confidentialité et la sécurité sur Internet.
Le collectif Anonymous décrit CyberGuerilla comme suit : « Le concept CyberGuerilla est basé sur une vision optimiste de l'autonomie régnante, sur l'entraide, le partage des ressources, les connaissances participatives, la sensibilisation sociale, la lutte contre l'oppression, la création communautaire et la communication sécurisée. ».
L'objectif de CyberGuerilla est de fournir les ressources informatiques, telles qu'un réseau de communication sécurisé, dans le but de « faciliter la création d'une société libre, un monde à l'abri du besoin, avec la liberté d'expression, un monde sans oppression ou hiérarchie, où le pouvoir est partagé à parts égales ». Les communications sont sécurisées et privées, sans enregistrement de l'adresse IP des utilisateurs. Aucune donnée permettant l'identification de chaque machine se connectant au serveur n'est conservée et toutes les données stockées par CyberGuerilla sont cryptées afin de préserver la confidentialité des communications des utilisateurs. À travers CyberGuerilla, le collectif se mobilise dans la lutte pour le respect de l'éthique animale, la préservation de l'environnement et le développement durable. Il agit pour la libération de l'homme et s'oppose à toute forme d'oppression, de préjugés, d'autoritarisme et d'avant-gardisme.

### Formes d'actions et perception

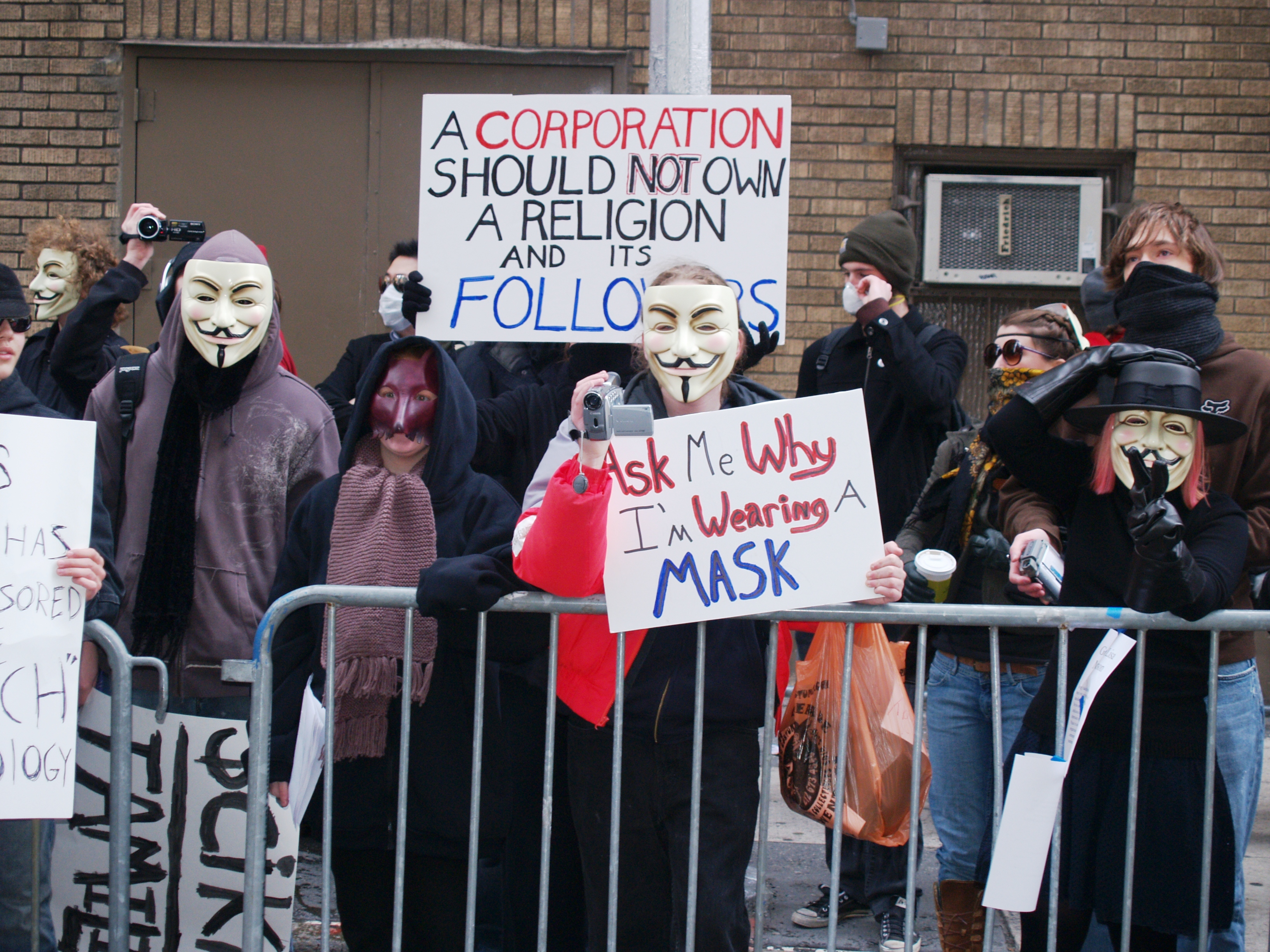
Manifestants dAnonymous devant un local de l'Église de scientologie à New York.

Les Anonymous lancent également des attaques par déni de service contre des sites de sociétés ciblées comme ennemies des valeurs défendues par le mouvement. Ainsi, la communauté cible des attaques contre des sites de protection, d'ayants droit, ainsi que de certaines dictatures. Ils utilisent pour cela un logiciel nommé HOIC qui permet aux volontaires de prêter leur ordinateur pour procéder aux attaques, ainsi que LOIC pour mener eux-mêmes des attaques. Ainsi, en décembre 2010, des attaques sont menées contre le site de Mastercard après que cette société eut décidé d'interrompre ses services destinés à WikiLeaks. À la suite de ces attaques, des poursuites en justice ont été entreprises à l’encontre de plusieurs membres du mouvement démasqués par la police.
À la fin de l'année 2010 et au début de l'année 2011, le groupe participe à des attaques contre des pays dans lesquels la cybercensure est forte. Il crée ainsi les opérations « Tunisie », « Iran », « Algérie », « Venezuela » puis « Égypte ». Anonymous ciblerait également d'autres pays tels l'Arabie saoudite, la Libye, la Syrie, la Jordanie et le Yémen. Le 2 avril 2011, le groupe annonce le début d'une opération baptisée « #opsony » contre Sony et le PlayStation Network, en représailles aux procédures judiciaires contre les hackers George Hotz et Alexander Egorenkov qui étaient parvenus à contourner les protections numériques de la PlayStation 3.
Les Anonymous n'agissent pas que sur le web, et des manifestations sont régulièrement organisées sous forme de « raids ». Les participants descendent alors dans la rue, la plupart du temps munis d'un masque de Guy Fawkes. Ces manifestations sont pacifiques, il n'est pas dans l'idéologie Anonymous d'user de la violence physique. Les instructions que l'on peut retrouver sur différents forums sont claires quant à la coopération avec la police, la conformité des manifestations aux lois, la présence de personnes mineures, etc.,,.

### Membres
Anonymous n'étant ni une organisation, ni un quelconque club, il est impossible de le rejoindre officiellement : il n'y a pas de chef, pas de frais, pas de classement, et aucun moyen de communication unique. Anonymous est réparti sur plusieurs médias en plusieurs langues.

## Actions

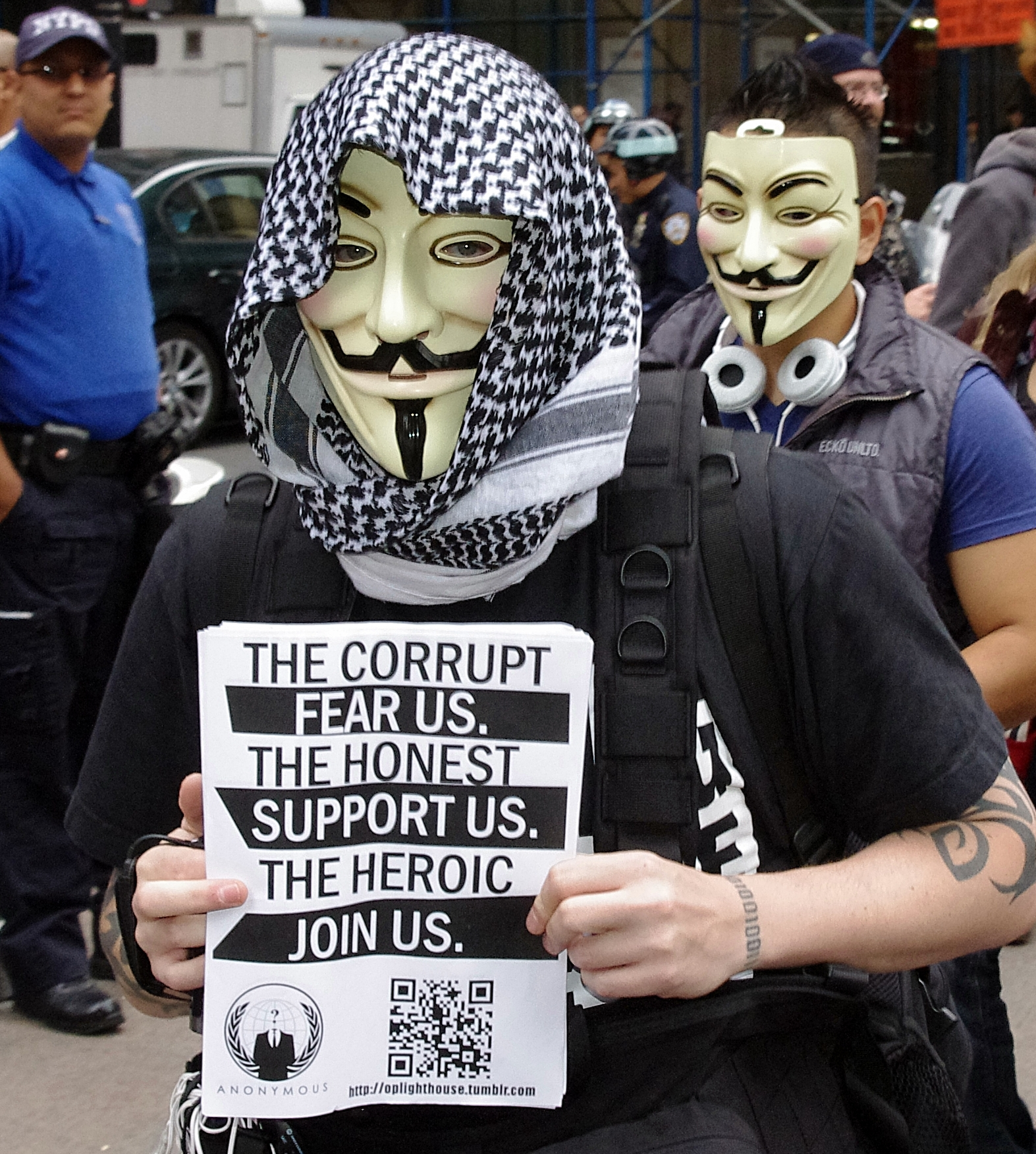
Membres dAnonymous, New York, à l'occupation de Wall Street. L'affiche dit : « Les corrompus nous craignent. Les honnêtes nous soutiennent Les héros nous rejoignent »

Depuis la création du groupe, les membres d'Anonymous manifestent et dénoncent ce qu'ils considèrent être des atteintes à la liberté d'expression, encourageant ainsi à la désobéissance civile. Leur première grande action, un raid informatique qu'ils avaient organisé, se déroule en 2006, puis une deuxième fois en 2007, sur Habbo, l'hôtel virtuel en ligne,. Les utilisateurs se sont inscrits sur le site et se sont représentés sous l'avatar d'individus noirs, habillés en gris, avec une coupe de cheveux afros et bloquaient l'entrée de la piscine de l'hôtel déclarant qu'elle était « fermée à cause du SIDA »,,, floodant le site internet.
Leur deuxième plus grande action se déroule au début de l'année 2008, face à l'Église de scientologie, et qu'ils nomment « Projet Chanology », avec des slogans comme « Anonymous est une conscience collective de lutte contre les manipulations de l'esprit ». Ce projet a mobilisé un bon nombre de manifestations et a fait l'objet de propagandes à travers le monde. De nombreux manifestants portent un masque à l'effigie du personnage de V dans la bande dessinée V pour Vendetta (qui a lui-même été influencé par l'histoire de Guy Fawkes), ou masquent autrement leur visage pour se protéger des représailles de l'Église. C'est à partir de ce projet qu'émane l'idée de porter un masque. Par la suite, quelques actions notables comme l'attaque des sites SOHH et AllHipHop ainsi que les manifestations électorales iraniennes ont été dénombrées.

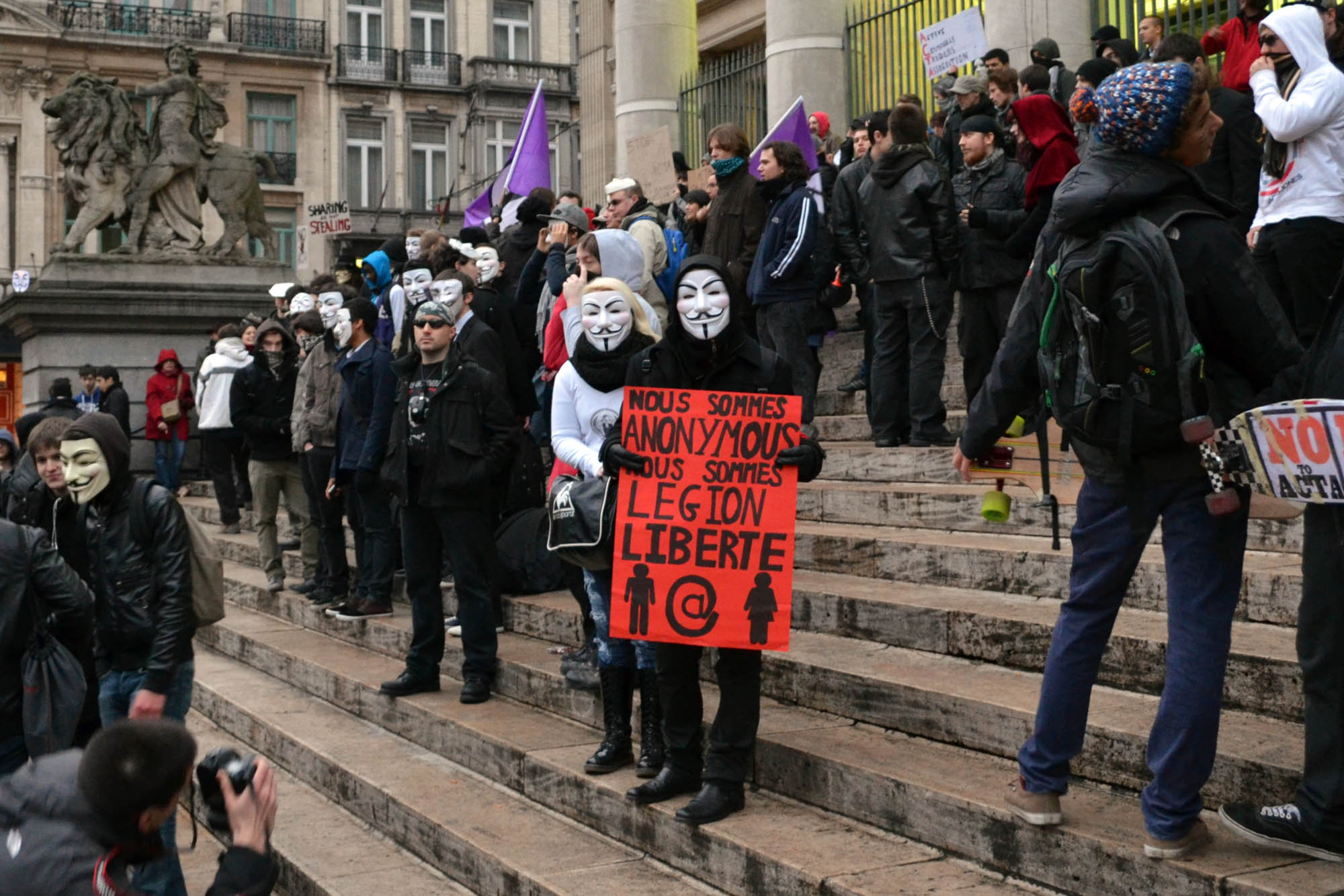
Manifestation à la Bourse de Bruxelles, en Belgique, le 28 janvier 2012.

Les Anonymous ont répondu présents dès le début des révolutions du Printemps arabe, surtout pour faire face à la politique de censure exercée par les gouvernements arabes, tout en commençant par la révolution du jasmin (décembre 2010 – janvier 2011). Ceux-ci ont en effet permis à de nombreux blogueurs (ex. : Lina Ben Mhenni en Tunisie) de ces pays à contourner la censure pour pouvoir communiquer sur la situation. C'est ainsi que des milliers de vidéos et photos prises ont pu être diffusées et visionnées par les sociétés occidentales. Leur première action dans ce contexte a lieu le 2 janvier 2011 en Tunisie, deux semaines après la mort du jeune marchand de légumes Mohamed Bouazizi qui a déclenché la catalyse révolutionnaire, au sein de l'Opération Tunisie. Anonymous a rapidement mis au point un « kit de secours », informant les cyberdissidents sur la façon de préserver leur anonymat en ligne et les techniques pour éviter d'être détectés sur Internet par la cyberpolice du gouvernement. Les Anonymous ont utilisé leur intelligence collective pour développer une extension de Mozilla Firefox destinée à aider les Tunisiens à parer les attaques d'hameçonnage intensives opérées par le gouvernement tunisien.
En 2011, des pirates informatiques anonymes ont déclaré avoir lancé une attaque coordonnée contre les sites du gouvernement égyptien. Les ressources du ministère égyptien de l'Information, ainsi que du parti national démocrate au pouvoir, ont déjà souffert des actions des pirates.
En juillet 2011, des pirates ont publié des données classifiées volées sur le serveur de la société de conseil américaine Booz Allen Hamilton. Le groupe Anonyme a déclaré que cela avait été fait pour démontrer la faiblesse des systèmes de sécurité utilisés par l'entreprise dans ses propres réseaux.
En octobre 2011, Anonymous a pris la responsabilité de pirater plus de 40 sites de distribution de pédopornographie. En particulier, des pirates ont piraté le site Lolita City (en) et publié des données personnelles de plus d'un millier et demi d'utilisateurs de ce site.
Le 18 janvier 2012, l'« Operation Blackout » est lancée pour montrer l'opposition du groupe aux lois SOPA et PIPA. L'action est fortement suivie, notamment par de grands groupes tels que WikiLeaks et Reddit. Le 19 janvier 2012, le FBI annonce la fermeture du site de partage Megaupload. Anonymous lance l'« Operation MegaUpload » pour protester en forçant la fermeture de nombreux serveurs (tels que le site du FBI ou le site justice.gov). Le lendemain, ils annoncent que « la cyberguerre a commencé », promettant de lancer de nombreuses opérations coup de poing contre le gouvernement américain. En France, le site de la présidence de la République, qui avait approuvé par un communiqué la fermeture de Megaupload, et celui de Hadopi sont également visés. Le site de L'Express, dont le directeur de la rédaction Christophe Barbier avait qualifié les Anonymous de « voleurs » pour leur soutien au piratage, est lui aussi victime d'attaques. Ces attaques sont cependant l'œuvre d'un très petit nombre d'Anonymous, la majorité d'entre eux ayant condamné cette action.
Depuis 2012, aux États-Unis, les Anonymous ont participé à deux campagnes afin que la lumière soit faite dans des affaires de viol en dépit d'un contexte local d'omerta et de passivité des autorités : à Steubenville et à Maryville,.
Le 8 janvier 2015, après l'attentat contre Charlie Hebdo, les Anonymous affirment vouloir venger le journal satirique. Ils ont donc attaqué des sites internet d'organisations terroristes et des comptes Twitter appartenant à des militants de Daesh ou à des prêcheurs radicaux. En novembre 2015, le collectif Anonymous répond et menace à nouveau Daesh à la suite des attentats du 13 novembre 2015 en France.
En mai 2020, à la suite du meurtre de George Floyd, le groupe sort d'un silence de plusieurs années et lance plusieurs attaques sur le site de la police de Minneapolis. Le groupe pirate les communications radio de la police de Chicago et y diffuse la musique Fuck tha Police. Le groupe publie des documents relatifs à certains agents de police de la ville. Quelques heures après, il publie également des documents associant Donald Trump à l'affaire Epstein.
Le 31 mai, Anonymous a publié un message sur Twitter affirmant que la mort de Diana Spencer ne serait pas un accident mais bien un meurtre.
Le 24 février 2022, Anonymous annonce sur Twitter leur entrée en cyberguerre contre le gouvernement russe, à la suite de l'attaque russe de l'Ukraine. Anonymous dit avoir attaqué le ministère russe de la défense et la chaîne de télévision RT ; une base de données du site web du ministère est mise en ligne. Anonymous pirate aussi le site du Kremlin. En réponse, le groupe de pirates russe Killnet affirme avoir mis le site officiel du groupe Anonymous hors service.
Le 18 mars 2022, Anonymous lance un site internet qui a pour but d'espionner la Russie. Ce site rassemble notamment des webcams et des caméras de vidéosurveillance.

## Réception et impact
Le 26 juillet 2007, KTTV Fox 11 News, localisé à Los Angeles, en Californie (aux États-Unis), diffuse un reportage sur le groupe Anonymous. Ce rapport expose l'attaque du compte d'un utilisateur sur Myspace qui clamait que son compte Myspace avait été piraté plus de sept fois par le groupe, et dont celui-ci avait remplacé chaque contenu par des images pornographiques homosexuelles. L'utilisateur explique aussi qu'un virus informatique créé par les pirates d'Anonymous lui avait été envoyé ainsi qu'à une centaine de ses contacts amis, avec un total de trente-deux plantages informatiques. Le reportage expose un ancien « pirate » du groupe et explique sa vision des activités faites par le groupe. Le reportage montre également et notamment les raids sur le site Habbo et une « campagne nationale contre la commercialisation du dernier ouvrage d'Harry Potter »,. Le lendemain du reportage, le blogueur et journaliste de Wired, Ryan Singel, discrédite le reportage, expliquant que ce « groupe de hackeurs » est en fait composé d'« ados de 15 ans qui ne savent pas quoi faire de leurs journées » et que le reportage qui a été diffusé par la chaîne est « de loin la plus grande farce jamais diffusée ».
En janvier 2008, Search Engine, une émission de radio canadienne diffusée par CBC Radio One, parle du Projet Chanologie. L'invité Jesse Brown qualifie Anonymous de « clowns », notant leur manque de coordination, leur humeur vulgaire et leur mentalité immature, les invitant ainsi à lui faire face en personne. Le 7 février, deux membres des Anonymous apparaissent dans l'émission, expliquant leurs convictions et jugeant les critiques faites au groupe par la scientologie. Anonymous ayant manifesté dans le monde entier devant les églises de scientologie durant le 10 février 2008, Brown admet qu'il avait tort.

### Réactions internationales
Diverses forces de l'ordre ont procédé aux arrestations de plusieurs membres présumés. En décembre 2010, la police néerlandaise arrête un activiste Wikileaks de 16 ans accusé d'attaques massives par déni de service envers les organismes PayPal, Visa et MasterCard,. En janvier 2011, la police britannique arrête cinq hommes âgés entre 15 et 26 ans suspectés d'être membres du groupe Anonymous et de participer à des attaques par déni de service.
À la suite du Projet Chanologie, l'Église de scientologie mène des actions coercitives contre des activistes se clamant ou non Anonymous[réf. nécessaire]. Durant l'opération Payback, des arrestations ont eu lieu en Angleterre et en France à partir de décembre 2010.

### Critiques
Les membres d'Anonymous ne font pas partie d'un groupe précis : n'importe qui peut se réclamer de leur mouvement,. Les actions des individus qui revendiquent une appartenance à Anonymous sont donc parfois confondues avec celles de pirates malintentionnés surnommés « black hats », « chapeaux noirs » en français alors qu'ils sont considérés par certains observateurs comme moins fins et éduqués que ces derniers,. Christophe Barbier avait par ailleurs sévèrement critiqué l'anonymat de l'organisation en déclarant : « on n'aime pas bien les lettres anonymes, il faut avoir le courage d'apparaître au grand jour et de ne pas faire les coups en douce. ».
Il a aussi été mis en avant que le groupe se bat pour la liberté d'expression et l'anonymat sur Internet, mais utilise souvent des moyens d'actions allant à l'encontre de cette idée (comme l'attaque par déni de service ou le défacement).
En janvier 2012, après le piratage de son site, L'Express réagit en condamnant comme « idiot, contre-productif » et « indéfendable » le fait de « se battre contre les atteintes à [la liberté d'informer] dans le monde virtuel et la battre en brèche dans le vrai ». Le responsable éditorial de lexpress.fr, Éric Mettout, écrit : « les Anonymous, dans leur majorité, ont condamné, entre eux, cette action imbécile. J'aimerais, pas pour le site dont j'ai la charge mais pour le principe et la morale, qu'ils disent fort et clair que, non, on ne fait pas ce genre de chose quand on se bat pour la démocratie, qu'elle soit virtuelle ou réelle. ». Cette attaque fait suite aux commentaires de Christophe Barbier, directeur de la publication de L'Express, citant « on est blindés, pas de soucis, on les attend ».
Le même mois, une controverse apparaît à la suite de certaines réactions des Anonymous à la fermeture de Megaupload telle que l'usage de tweets contenant des liens menant à une attaque par déni de service à laquelle l'internaute risquerait de participer à son insu.
Les Anonymous ont notamment lancé une opération (#OpAmanda) pour retrouver le harceleur à l'origine du suicide d'Amanda Todd. Les Anonymous parviennent à le retrouver après de multiples recherches et publient son nom ainsi que son adresse sur YouTube. Dès lors, le prétendu harceleur est placé sous protection judiciaire. Le site web Numerama est l'un des nombreux médias qui pose la question « est-il acceptable que des internautes, aussi compétents en informatique soient-ils, se substituent à la police et à la justice ? ».
Pour l'essayiste Cédric Biagini, les Anonymous ont une « conception simpliste et infantile du monde » et « incarnent ce nouveau militantisme détaché de tout véritable engagement ».
Le fait que n'importe qui puisse se revendiquer être un Anonymous pose quelques problèmes au groupe, parmi lesquels la propagation sous leur seule bannière d'idées contradictoires et incompatibles entre-elles, telles que l'extrême-gauche, l'extrême-droite, le libertarisme et le conspirationnisme, suscitant bon nombre d'interrogations quant à sa crédibilité et à son efficacité ainsi qu'à la moralité des idées défendues [réf. nécessaire]. De plus, le site officiel d'Anonymous France a démenti être à l'origine du groupe Facebook du même nom, le qualifiant de « piège à cons de la fachosphère » et affirmant qu'ils ne seront jamais sur Facebook étant donné la piètre considération qu'ils ont de ce réseau social.

## Polémiques autour du logotype
En juillet 2012, la société Early Flicker décide de déposer le logotype et le slogan des Anonymous auprès de l'INPI, ce qui suscite leur colère.
Pour sa défense, le gérant de la société affirme avoir déposé ce logotype afin de le protéger contre une éventuelle interdiction d'utilisation.
Il est concrètement constaté que cette entreprise propose à la vente de tasses et de tee-shirts imprimés au logotype d'Anonymous.
Early Flicker ferme son site internet et son numéro de téléphone.
Sous la pression du collectif d'hacktivistes, le gérant d'Early Flicker annonce le 6 août 2012 qu'il renonce à commercialiser le logo et le slogan des Anonymous.

## Documentaires
- Internet, la guerre est déclarée (titre en anglais : The Anonymous: Internet Wars) de Lionel de Coninck, 52 min, Code 5 productions, 2012. Diffusé en avril 2012 sur France 3[83], en 2013 sur LCP[84].
- We are Legion, the story of the Hacktivists (en) est un film documentaire de Brian Knappenberger présenté au festival du film indépendant américain de Sundance du 19 au 29 janvier 2012. Le réalisateur dit vouloir y « présenter le mouvement Anonymous sous un visage plus humain »[85]. Il est sorti en octobre 2012[86],[87].